# Бохнявский повет
Бохнявский повет (пол. Powiat bocheński) — повет (район) в Польше, входит как административная единица в Малопольское воеводство. Центр повета — город Бохня. Занимает площадь 649,28 км². Население — 105 416 человек (на 31 декабря 2015 года).

## Административное деление
- города: Бохня, Новы-Виснич
- городские гмины: Бохня
- городско-сельские гмины: Гмина Новы-Виснич
- сельские гмины: Гмина Бохня, Гмина Дрвиня, Гмина Липница-Мурована, Гмина Лапанув, Гмина Жезава, Гмина Тшчана, Гмина Жегоцина

## Демография
Население повета дано на 31 декабря 2015 года.
| Перепись            | Всего   | Мужчины | Женщины |
| ------------------- | ------- | ------- | ------- |
| Всего               | 105 416 | 51 976  | 53 440  |
| Городское население | 32 868  | 15 797  | 17 071  |
| Сельское население  | 72 548  | 36 179  | 36 369  |

## Примечания

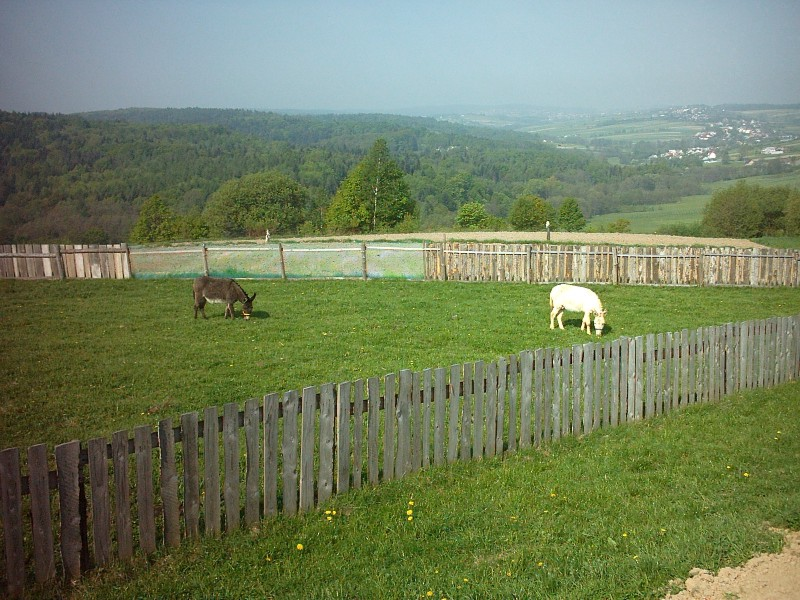
Бохнявский повет